# Graduation (太田貴子のアルバム)
『Graduation』（グラジュエーション）は、1984年12月16日に徳間音楽工業から発売された太田貴子の2ndオリジナル・アルバム。レコードは28JAL-22。カセットテープは28J-113。CDは35JC-105。

## 概要
太田貴子の2枚目のアルバムは5stシングル以外の曲は全てが新曲。2020年4月29日にはコンプリート・コレクション『TAKAKO OHTA TOKUMA JAPAN YEARS 1983-1988 CD&DVD COMPLETE BOX』が販売された。

## 収録曲
1. June泣かないで
  - 作詞：恩田久義 / 作曲：山川恵津子 / 編曲：鷺巣詩郎
2. Good-bye Mr.エキストラ
  - 作詞：亜蘭知子 / 作曲：山川恵津子 / 編曲：鷺巣詩郎
3. 不思議の国へ連れてって
  - 作詞：亜蘭知子 / 作曲：村松邦男 / 編曲：難波正司
4. 恋はHurry Up!(3:42)
  - 作詞：亜蘭知子 / 作曲：中島正雄 / 編曲：鷺巣詩郎
5. Misty Dreamer
  - 作詞：亜蘭知子 / 作曲：亀井登志夫 / 編曲：岡田徹
6. ハートブレイク・ミステイク(3:46)
  - 作詞：亜蘭知子 / 作曲：亀井登志夫 / 編曲：鷺巣詩郎
7. 星屑のエモーション
  - 作詞：恩田久義 / 作曲：和泉常寛 / 編曲：難波正司
8. 流星症候群
  - 作詞：亜蘭知子 / 作曲：亀井登志夫 / 編曲：岡田徹
9. ワン・ニャン・Love狂騒曲
  - 作詞：亜蘭知子 / 作曲：中島正雄 / 編曲：難波正司
10. 大人になれない
  - 作詞：亜蘭知子 / 作曲：田中弥生 / 編曲：難波正司